# Боббі Траут
Евелін «Боббі» Траут (англ. Evelyn "Bobbi" Trout); 7 січня 1906, Грінап, Іллінойс, США — 24 січня 2003, Сан-Дієго, Каліфорнія, США) — американська авіаторка, фотографка, підприємиця та винахідниця. Учасниця Жіночого Авіаційного Дербі 1929 року. Встановила рекорд тривалості польоту без дозаправки в 1929 році.

## Біографія

### Ранні роки
Евелін Траут народилася 7 січня 1906 року у селищі Грінап, штат Іллінойс.
Одного дня 1918 року Евелін, що навчалася у шостому класі, повертаючись зі школи, почула наростаючий гуркіт і побачила аероплан. Побігши додому, вона сповістила тітці побачене і додала, що одного дня сама полетить так само.
У 1920 році вони з матір'ю переїхали до батька в Каліфорнію. Працюючи в родинному бізнесі, на станції техобслуговування, в Лос-Анджелесі, дівчина розповіла одному з клієнтів про свою мрію стати льотчицею. Клієнтом виявився В. С. Томас, що мав власний Curtiss JN-4 Jenny — навчально-тренувальний біплан. Він запитав, чи не бажає вона покататися на літаку. І вперше Евелін знялася в небо 27 грудня 1922 року з аеродрому Роджерса на заході столиці штату.

### Навчання
1 січня 1928 року на заощаджені 2500 доларів вона вступила до льотної школи Бурдетта Фуллера. На одному з занять, коли біплан йшов на малій висоті, вона втратила контроль над ним, і машина, впавши, була повністю зруйнована. Однак аварія аніскільки не вплинула на її бажання літати. 30 квітня Евелін здійснила свій перший сольний політ й отримала ліцензію льотчиці. Матір після цього подарувала їй чотиримісний біплан.
Після отримання ліцензії, 14 грудня 1928 року Евелін Траут виконала політ на моноплані «золотий орел» в аеропорту Метрополітен як офіційну посвяту.
У 1928 році зірка сцени Ірен Касл зробила нову зачіску, коротко обстригши волосся. Це відразу стало останнім писком моди, і Евелін наслідувала її приклад. Коли друзі почали насміхатися з її короткого волосся, вона сказала, що вони можуть називати її просто «Боббі» — «стрижена». Відтоді це прізвисько замінило їй ім'я.

### Кар'єра пілотеси
2 січня 1929 року, виконуючи політ з того ж аеропорту Метрополітен, Боббі Траут встановила рекорд польоту без дозаправки. Вона протрималася у повітрі 12 годин 11 хвилин, перевершивши рекорд Віоли Джентрі. Однак її власний рекорд був дійсним лише до 30 січня, доки Елінор Сміт не протрималась в повітрі 13 з половиною годин на біплані з відкритим кокпітом. 10 лютого Траут перевершила і цей час, провівши у небі понад 17 годин. Одночасно з цим її політ став найдовшим серед жінок уночі та загалом найтривалішим серед жінок. Траут була такою ж доброю механікинею, як і пілотесою, — рідкісна комбінація для того часу.
16 червня 1929 року Траут на Golden Eagle Chief потужністю 90 кінських сил здійнялася на висоту 15 200 футів.
У серпні 1929 року взяла участь у Жіночому Авіаційному Дербі, в якому також брали участь Амелія Ергарт, Рут Елдер, Опал Кунц, Ґледіс О'Доннелл, Мері Хайзліп, Рут Нічолс та інші. Будь-яка жінка, що мала льотчицьку ліцензію, літак та не менше 100 годин самостійних польотів, могла взяти участь у цьому кількаденному перельоті з Санта-Моніки до Клівленда. Літаком Траут був 100-сильний «Golden Eagle Chief», що розвивав швидкість 120 миль на годину, і був найшвидшим у класі легких літаків.
Перший день пройшов добре, а на другий Траут потрапила в аварію, посадивши літак на поле в шести милях від пункту призначення, яким була Юма в Аризоні. Під час приземлення її «Golden Eagle» перекинувся на спину, внаслідок чого постраждало крило. Літак відбуксирували до Юми на ремонт. За три дні льотчиця продовжила перегони й наздогнала багатьох учасниць в Канзас-Сіті. Дехто з них також потрапили в аварії.
Траут ще раз втратила кілька днів, коли її двигун зламався, однак продовжила змагання й долетіла до Клівленда, навіть обігнавши двох суперниць. Там, під трибунами, льотчиці обговорювали події останнього часу й дійшли висновку необхідності існування організації жінок-льотчиць.
2 листопада 1929 року в аеропорту Кертіс-Філд на Лонг-Айленді в Нью-Йорку відбулись установчі збори з цього приводу. Було вирішено створити організацію, що об'єднувала б пілотес та допомагала б їм. За кількістю учасниць нова фундація отримала назву «Дев'яносто дев'ять».
Також під час Дербі Траут вирішила скооперуватися з Елінор Сміт для встановлення ще одного рекорду польоту на витривалість. Цього разу планувалося, що вони перебуватимуть в повітрі протягом місяця, здійснюючи дозаправку в небі два рази на день й узявши з собою сумку їжі та масла для літака. Жінки піднялися в повітря 27 листопада та почали працювати, змінюючись кожні чотири години. Перші два дні все виходило бездоганно. Однак на 39-й годині заправка пішла не за планом і заправний літак був змушений сісти на аварійну посадку. З переданим паливом льотчиці змогли протриматися до 3:47 ранку, доки пальне майже зовсім не закінчилося. Офіційним результатом стали 43 години в повітрі з трьома з половиною дозаправками. Авіаторки знову встановили світовий рекорд.
Протягом наступних місяців Траут виграла кілька повітряних перегонів, серед яких були Жіночі Повітряні Перегони на офіційному відкритті Сполученого Аеропорту у травні 1930 року.
31 травня 1930 року вона отримала ліценцію транспортного пілота № 2613, ставши п'ятою жінкою, що її отримала.
Щоб знайти спонсорів, льотчиця запропонувала акторці Едні Мей Купер узяти разом з нею участь у такому ж польоті на витривалість з дозаправками. Вони зробили першу спробу 1 січня 1931 року, але через технічні несправності політ довелося перервати. Наступна спроба виявилася успішною, і вони протрималися в повітрі 122 години 50 хвилин і сіли тільки, коли у них закінчилося пальне, підкоривши 7 370 миль з середньою швидкістю 60 миль на годину. Король Румунії Кароль II нагородив Боббі Траут через свого представника хрестом авіації для пілотів, що відзначились рекордами польотів. Цю нагороду отримали також Чарльз Ліндберг та Амелія Ергарт.
Разом з Панчо Барнс Траут сформувала Жіночий Повітряний Запас, що мав на меті допомогу постраждалим в стихійних лихах, які потребують медичної допомоги, яку можна доправити літаком. Його членкині мали форму і були навчені надання першої допомоги, навігації та військових маневрів. Жіночий Повітряний Запас складався переважно з лікарок, медсестер, пілотес та парашутисток, які могли б бути доправлені безпосередньо на місце катастрофи й надавати допомогу.

### Подальше життя
У 130-ті роки міс Траут працювала інструкторкою в Cycloplane Company Ltd. в Лос-Анджелесі. Польоти були періодичними через нестачу фінансування. Так, не вдалося здійснити запланований переліт Гонолулу—Лос-Анджелес. Оскільки в 1937–1938 роках було мало льотних робочих місць, вона почала займатися фотографією, отримавши ліцензію комерційної фотографки.
Під час Другої світової війни, дізнавшись, що компанії зі збору літаків відправляють на злам тисячі невідсортованих заклепок, оскільки надто дорого сортувати їх вручну, Траут винайшла машину, що робила це автоматично, та заснувала Повітряно-Відновлювальну Компанію. За три роки продала її та перейшла до розробки устаткування, що слугувало б для зняття металевих задирок та згладжування країв оброблюваного металу.
У 1949 році Траут отримала ліцензію державної брокерки та відкрила контору з продажу нерухомості. В наступні кілька десятиліть спробувала себе в офсетному друці та відкрила сервіс зі страхування життя та пайових фондів.
У 1976 році вона купила кондомініум на півночі Сан-Дієго й продовжувала вести активний та повноцінний спосіб життя. Багато років водила мотоцикл та роз'їжджала по окрузі Сан-Дієго на червоному Porsche 914.
Свій 80-й день народження льотчиця відсвяткувала в гелікоптері, даючи інтерв'ю над Золотою Брамою в Сан-Франциско. У травні 1986 року її шанували в ході програми «Зібрання Орлів» на базі повітряних сил Максвелл в Монтгомері, штат Алабама. У наступні роки також була відзначена багатьма нагородами.
У 1987 році Боббі Траут випустила автобіографію «Just Plane Crazy».
У серпні 1999 року Траут залишалась єдиною живою учасницею Жіночого Авіаційного Дербі 1929 року. У Сан-Дієго вона провела решту життя і померла 24 січня 2003 року від серцевого нападу. У шлюбі не була, дітей не мала. Після її смерті в живих з її рідні залишались невістка Гейзел Траут та небіж Брук Траут.